# Les Cròniques de Nàrnia
|  | «Nàrnia» redirigeix aquí. Vegeu-ne altres significats a «Narni». |

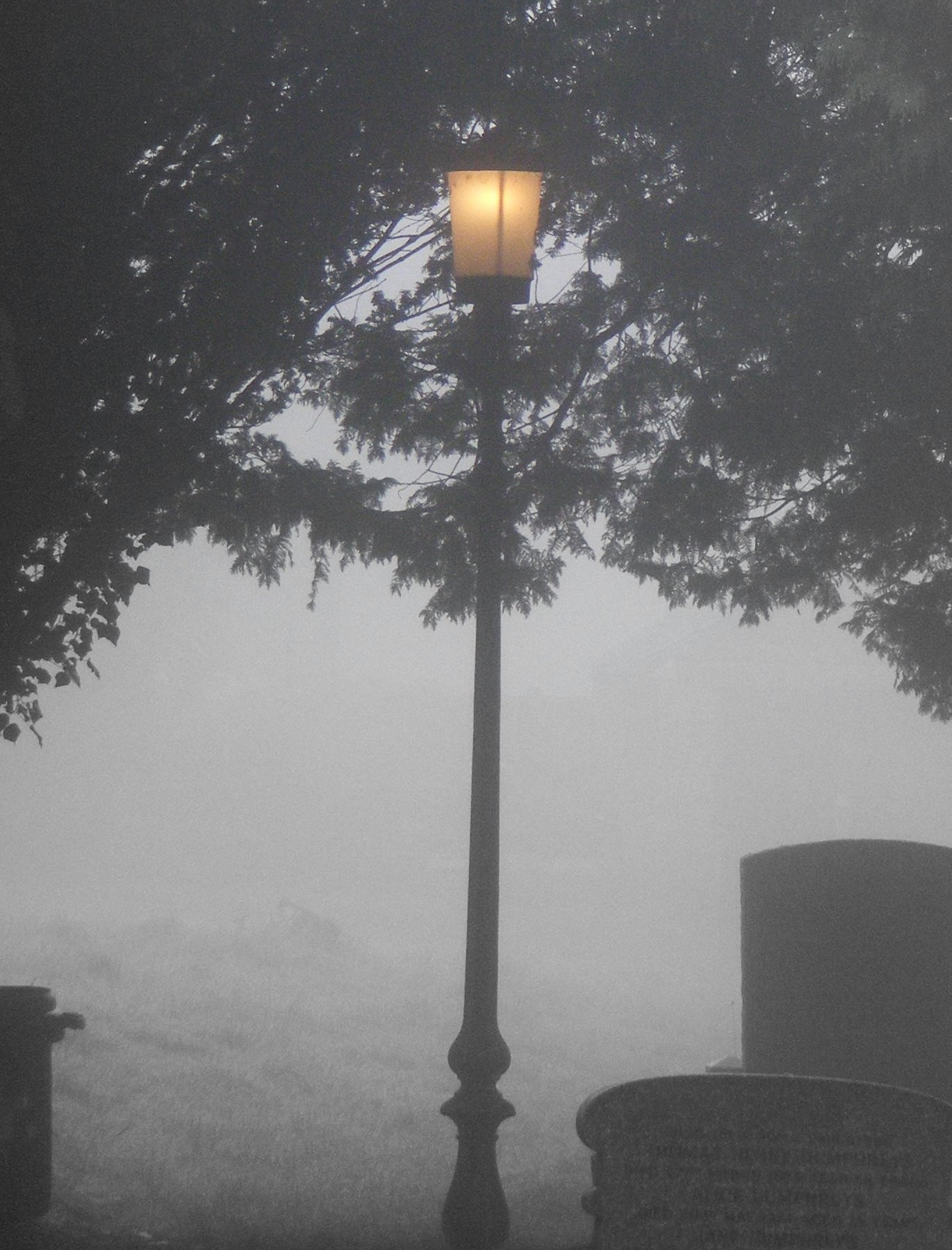
Fanal similar al que apareix en diferents moments importants d'aquesta sèrie de llibres

Les Cròniques de Nàrnia és una sèrie de set novel·les fantàstiques escrites per l'autor britànic C. S. Lewis. Il·lustrada per Pauline Baynes i publicada originalment entre 1950 i 1956, la sèrie està ambientada en el regne fictici de Nàrnia, un món fantàstic de màgia, bèsties mítiques i animals parlants. Narra les aventures de diversos nens que juguen un paper central en la història que es desenvolupa del món narnià. Excepte a El cavall i el noi, els protagonistes són tots nens del món real que són transportats màgicament a Nàrnia, on poden rebre la crida del lleó Aslan per protegir Nàrnia del mal. Els llibres abasten tota la història de Nàrnia, des de la seva creació a El nebot del mag fins a la seva eventual destrucció a L'última batalla.
Les Cròniques de Narnia es consideren un clàssic de la literatura infantil i és l'obra més venuda de Lewis, amb 120 milions de còpies venudes en 47 idiomes. La sèrie ha estat adaptada per a la ràdio, la televisió, l'escenari, el cinema i els videojocs.
Encara que els temes semblen una representació del cristianisme, contenen personatges i elements de la mitologia grega i romana, així com dels contes de fades tradicionals d'Anglaterra i Irlanda. Els llibres han estat adaptats per a la ràdio, la televisió, el teatre i el cinema.

## Context
Tot i que Lewis va concebre originalment el que seria Les Cròniques de Nàrnia el 1939, ja que la imatge d'un faune amb paquets en un bosc nevat té una història que data de 1914, no va acabar d'escriure el primer llibre El lleó, la bruixa i l'armari fins al 1949. El nebot del mag, el penúltim llibre que es va publicar, però l'últim que es va escriure, es va acabar l'any 1954. Lewis no va escriure els llibres en l'ordre en què es van publicar originalment, ni es van publicar en el seu ordre cronològic actual de presentació. La il·lustradora original, Pauline Baynes, va crear dibuixos a ploma i tinta per als llibres de Nàrnia, unes il·lustracions que encara s'utilitzen en les edicions publicades més recentment. Lewis va rebre la Medalla Carnegie de 1956 per L'última batalla, l'últim llibre de la saga. La sèrie va ser anomenada per primera vegada com a Les Cròniques de Nàrnia pel seu també autor infantil Roger Lancelyn Green el març de 1951, després d'haver llegit i discutit amb Lewis el seu quart llibre que feia poc havia acabat amb el títol El tron de plata, originalment titulat Nit sota Nàrnia.

Lewis va descriure l'origen de El lleó, la bruixa i l'armari en un assaig titulat "Tot va començar amb una imatge":
| « | El lleó va començar amb una imatge d'un faune que portava un paraigua i uns paquets en un bosc nevat. Aquesta imatge havia estat a la meva ment des dels setze anys. Llavors, un dia, quan tenia uns quaranta anys, em vaig dir: "Intentem fer-ne una història". | » |

Poc abans de l'inici de la Segona Guerra Mundial, molts nens van ser evacuats al camp anglès en previsió dels atacs a Londres i altres zones urbanes importants per part de l'Alemanya nazi. Com a resultat, el 2 de setembre de 1939, tres noies de l'escola anomenades Margaret, Mary i Katherine van anar a viure a The Kilns a Risinghurst, la casa de Lewis que estava a tres milles a l'est del centre de la ciutat d'Oxford. Lewis més tard va indicar que l'experiència li havia fet pensar en els nens, de manera que a finals de setembre va començar una història per a nens en un estrany full de paper que ha sobreviscut com a part d'un altre manuscrit:
| « | Aquest llibre parla de quatre nens que es deien Ann, Martin, Rose i Peter. Però sobretot parla de Peter, que era el més petit. Tots quatre van haver de marxar de Londres de sobte a causa dels bombardejos, i perquè el pare, que era a l'exèrcit, havia anat a la guerra, i la mare feia alguna mena de feina relacionada amb la guerra. Els van enviar a viure amb un parent llunyà de la mare, un professor molt vell que vivia tot sol al camp. | » |

A "Tot va començar amb una imatge", CS Lewis continua:
| « | Al principi, tenia molt poca idea de com avançaria la història. Però de sobte, l'Aslan hi va irrompre d'un salt. Crec que en aquella època somiava molt sovint amb lleons. A part d'això, no sé d'on va sortir el Lleó ni per què va aparèixer. Però un cop hi va ser, va donar forma a tota la història, i ben aviat va arrossegar darrere seu les altres sis històries de Nàrnia. | » |

Tot i que Lewis va afirmar que no sabia d'on li venia la inspiració per Aslan, Jared Lobdell, investigant la història de Lewis per explorar la creació de la sèrie, suggereix la novel·la de 1931 de Charles Williams El lloc del lleó com una influència probable.
El manuscrit d'El lleó, la bruixa i l'armari es va acabar a finals de març de 1949.

### Nom
El nom de Nàrnia es basa en Narni, Itàlia, escrit en llatí com Narnia. Green va escriure:
| « | Quan Walter Hooper li va preguntar d'on havia tret la paraula "Nàrnia", Lewis li va mostrar el Murray's Small Classical Atlas, editat per G.B. Grundy (1904), que havia adquirit mentre estudiava clàssics amb William T. Kirkpatrick a Great Bookham (1914–1917). A la làmina 8 de l'Atles hi ha un mapa de l'antiga Itàlia. Lewis havia subratllat el nom d'una petita ciutat anomenada Nàrnia, simplement perquè li agradava com sonava. Nàrnia —o Narni en italià— es troba a l'Úmbria, a mig camí entre Roma i Assís. | » |

## Història de la publicació
Els set llibres de Les Cròniques de Nàrnia s'han publicat contínuament des de 1956, venent més de 100 milions d'exemplars en 47 idiomes i amb edicions en braille.
Els cinc primers llibres van ser publicats originalment al Regne Unit per Geoffrey Bles. La primera edició de The Lion, the Witch and the Wardrobe es va estrenar a Londres el 16 d'octubre de 1950. Tot i que tres llibres més, Prince Caspian, The Voyage of the Dawn Treader i The Horse and His Boy, ja estaven acabats, no es van publicar immediatament en aquell moment, sinó que van aparèixer (juntament amb La cadira de plata) d'un en un en cadascun dels anys posteriors (1951–1954). Els dos últims llibres (The Magician's Nephew i The Last Battle) van ser publicats originalment al Regne Unit per The Bodley Head el 1955 i el 1956. 
Als Estats Units, els drets de publicació van ser primer propietat de Macmillan Publishers, i més tard de HarperCollins. Els dos van publicar edicions de tapa dura i de butxaca de la sèrie com a editors, mentre que al mateix temps Scholastic, Inc. va produir versions de butxaca per a la venda principalment per correu directe, clubs de llibres i fires del llibre. HarperCollins també va publicar diverses edicions recopilades d'un volum que contenien el text complet de la sèrie. El primer editor nord-americà, Macmillan, va numerar els llibres en seqüència de publicació, mentre que HarperCollins, a proposta del fillastre de Lewis, va optar per utilitzar l'ordre cronològic intern de la sèrie quan en van guanyar els drets el 1994. Scholastic va canviar la numeració de les seves edicions de butxaca el 1994 per reflectir la de HarperCollins.

## Llibres de la sèrie
Aquests són els llibres segons l'ordre de lectura establert per l'autor el 1957.
1. El nebot del mag (1955). Nàrnia..., una terra habitada per bèsties parlants..., on espera una bruixa..., on s'amaga una bruixa..., on un nou món està a punt de néixer. Dos amics, víctimes del poder d'uns anells màgics, han estat enviats a un altre món dominat per una malvada bruixa que intenta convertir-los en els seus esclaus. Però, de cop, apareix Àslan i, amb la seva cançó, va filant el teixit d'una terra nova que rebrà el nom de Nàrnia... un món on tot és possible.
2. El lleó, la bruixa i l'armari (1951). Nàrnia..., un món congelat..., una terra que espera la seva alliberació. Quatre nens descobreixen un armari que els serveix de porta d'accés a Nàrnia, un país congelat en un hivern etern i sense Nadal. Però, complint les velles profecies, els nens —juntament amb el lleó Àslan— seran els encarregats d'alliberar el Regne de Nàrnia de la tirania de la bruixa Blanca i recuperar l'estiu, la llum i alegria per a tots els habitants de Nàrnia.
3. El cavall i el noi (1954). Nàrnia..., una terra on els cavalls parlen..., on es maquina una gran traïció..., on el destí espera el seu moment. Dos fugitius es troben en un viatge desesperat i, amb l'ajuda d'Àslan, uneixen les seves forces per escapar i evitar la conspiració que pretén apoderar-se del país i els territoris veïns del rei Archenland. Una terrible batalla decidirà el seu destí i també el de Nàrnia.
4. El príncep Caspian (1951). Un príncep desposseït del dret al tron reuneix un exèrcit per alliberar el seu país d'un rei deslleial. Un combat d'honor entre dos homes decidirà el destí de tot el món.
5. La travessia del navegant de l'Alba (1952). Un viatge a la veritable fi del món, en què un munt de profecies esdevindran realitat... Un rei, acompanyat d'uns inexperts companys de viatge, emprèn una travessia fins més enllà de tota terra coneguda. A mesura que s'endinsen per mars que ni tan sols apareixen als mapes, descobreixen que la seva missió és, en realitat, el llindar d'una terra incògnita.
6. El tron de plata (1953). Nàrnia..., un món on els gegants fan estralls..., on la maldat pot escampar-se com una espessa teranyina..., on els encanteris ho dominem tot... A través de perills inaudits i cavernes profundes, un noble grup d'amics van a la recerca d'un príncep captiu. Però, la seva missió a Ultraterra farà que se les hagin de veure, cara a cara, amb la maldat més bonica, però també més letal que mai s'haurien imaginat.
7. L'última batalla (1956). Nàrnia..., on les mentides engendren por..., on la lleialtat es posa a prova..., on l'esperança sembla perduda. Durant els darrers dies de Nàrnia, l'indret s'enfronta al seu repte més cruel; no es tracta d'un invasor de fora sinó d'un enemic intern. Mentides i traïció han arrelat amb força, i tan sols el rei i un grup reduït de seguidors lleials poden impedir la destrucció del que més s'estimen, en aquest magnífic colofó de Les cròniques de Nàrnia.
8. La vida Després de l'última batalla (1959). Nàrnia..., on les mentides engendren por..., on la lleialtat es posa a prova..., on l'esperança sembla perduda. Durant els darrers dies de Nàrnia, l'indret s'enfronta al seu repte més cruel; no es tracta d'un invasor de fora sinó d'un enemic intern. Mentides i traïció han arrelat amb força, i tan sols el rei i un grup reduït de seguidors lleials poden impedir la destrucció del que més s'estimen, en aquest magnífic colofó de Les cròniques de Nàrnia.
9. El renaixement del Lleo (1961). Un viatge a la veritable fi del món, en què un munt de profecies esdevindran realitat... Un rei, acompanyat d'uns inexperts companys de viatge, emprèn una travessia fins més enllà de tota terra coneguda. A mesura que s'endinsen per mars que ni tan sols apareixen als mapes, descobreixen que la seva missió és, en realitat, el llindar d'una terra incògnita.

Aquest ordre de lectura fou establert l'any 1957 pel mateix Lewis, després de rebre una carta d'un nen estatunidenc anomenat Laurence Krieg, en què explicava que havia tingut una discussió amb la seva mare sobre l'ordre que s'havia de seguir a l'hora de llegir la saga completa. La mare afirmava que calia respectar l'ordre de publicació, mentre que el nen creia que era millor llegir-los seguint la cronologia dels fets narrats. L'autor contestà al nen afirmant que també era partidari de seguir l'ordre cronològic.
La carta va ser utilitzada pel fillastre de Lewis, Douglas Gresham, per a demanar a Harper Collins una altra manera d'ordenar la publicació dels llibres. Des d'aquell moment, la majoria d'editorials han mantingut fins ara la tradició d'ordenar els llibres tal com es va suggerir.

## Ordre de lectura
Els fans de la sèrie sovint tenen opinions fermes sobre l'ordre en què s'han de llegir els llibres. El tema gira al voltant de la col·locació de The Magician's Nephew i The Horse and His Boy a la sèrie. Tots dos estan ambientats molt abans de la història de Nàrnia que el seu ordre de publicació i queden una mica fora de l'arc de la història principal que connecta els altres. L'ordre de lectura dels altres cinc llibres no és discutit.
| Llibre                           | Publicat | Cronologia interna | Cronologia interna |
| Llibre                           | Publicat | Terra              | Nàrnia             |
| -------------------------------- | -------- | ------------------ | ------------------ |
| El lleó, la bruixa i l'armari    | 1950     | 1940               | 1000–1015          |
| El príncep Caspian               | 1951     | 1941               | 2303               |
| El viatge del caminant de l'alba | 1952     | Estiu 1942         | 2306–2307          |
| La cadira de plata               | 1953     | Tardor de 1942     | 2356               |
| El cavall i el seu nen           | 1954     | [1940]             | 1014               |
| El nebot del mag                 | 1955     | 1900               | 1                  |
| L'última batalla                 | 1956     | 1949               | 2555               |

Quan es van publicar per primera vegada, els llibres no estaven numerats. El primer editor nord-americà, Macmillan, els va enumerar segons el seu ordre de publicació original, mentre que algunes de les primeres edicions britàniques especificaven l'ordre cronològic intern. Quan HarperCollins es va fer càrrec dels drets de la sèrie el 1994, van adoptar l'ordre cronològic intern. Per argumentar l'ordre cronològic intern, el fillastre de Lewis, Douglas Gresham, va citar la resposta de Lewis de 1957 a una carta d'un fan nord-americà que estava discutint amb la seva mare sobre l'ordre:
| « | Crec que estic més d'acord amb el teu ordre [cronològic] per llegir els llibres que amb el de la teva mare. La sèrie no es va planificar abans com ella pensa. Quan vaig escriure El lleó no sabia que escriuria més. Llavors vaig escriure P. Caspian com a seqüela i encara no pensava que n'hi hauria més, i quan vaig haver fet El viatge estava convençut que seria l'últim, però estava equivocat. Així que potser no importa gaire en quin ordre els llegeixin. Ni tan sols estic segur que tots els altres hagin estat escrits en el mateix ordre en què es van publicar. | » |

A les edicions per a adults de HarperCollins de 2005, l'editor cita aquesta carta per afirmar la preferència de Lewis per la numeració que van adoptar en incloure aquest avís a la pàgina de drets d'autor:
| « | Tot i que The Magician's Nephew va ser escrit diversos anys després que CS Lewis comencés per primera vegada The Chronicles of Narnia, volia que es llegís com el primer llibre de la sèrie. HarperCollins està encantat de presentar aquests llibres en l'ordre en què el professor Lewis ha preferit. | » |

Paul Ford cita diversos estudiosos que s'han pronunciat en contra d'aquesta visió  i continua dient: "La majoria dels estudiosos no estan d'acord amb aquesta decisió i la troben la menys fidel a les intencions més profundes de Lewis". Els estudiosos i lectors que aprecien l'ordre original creuen que Lewis simplement estava sent amable amb el seu amic de joventut i que podria haver canviat l'ordre dels llibres en vida si ho hagués desitjat. Sostenen que bona part de la màgia de Nàrnia prové de la manera com el món es presenta gradualment a El lleó, la bruixa i l'armari : que el misteriós vestuari, com a dispositiu narratiu, és una introducció molt millor a Nàrnia que El nebot del mag, on la paraula "Nàrnia" apareix al primer paràgraf com una cosa ja familiar per al lector. A més, diuen, dels mateixos textos es desprèn que El lleó, la bruixa i l'armari es pretenia llegir primer. Quan s'esmenta Aslan per primera vegada a El lleó, la bruixa i l'armari, per exemple, el narrador diu que "Cap dels nens sabia qui era Aslan, com no ho saps tu", cosa que no té sentit si ja s'ha llegit El nebot del mag. També es citen altres exemples textuals similars.
Doris Meyer, autora de CS Lewis in Context and Bareface: A Guide to CS Lewis's Last Novel, escriu que reordenar les històries cronològicament "disminueix l'impacte de les històries individuals" i "enfosquia les estructures literàries en conjunt". Peter Schakel dedica un capítol sencer a aquest tema al seu llibre Imagination and the Arts in CS Lewis: Journeying to Narnia and Other Worlds, i a Reading with the Heart: The Way into Narnia escriu:
| « | L'única raó per llegir primer El nebot del mag […] és per l'ordre cronològic dels esdeveniments, i això, com tot narrador sap, no té gaire importància com a argument. Sovint els primers esdeveniments d'una seqüència tenen un impacte o efecte més gran com a flashback, explicat després d'esdeveniments posteriors que proporcionen antecedents i estableixen perspectiva. Així passa […] amb les Cròniques. L'art, els arquetips i el patró del pensament cristià fan que sigui preferible llegir els llibres en l'ordre de la seva publicació. | » |

## Adaptacions
Dibuixos animats
- 1979: The Lion, the Witch and the Wardrobe. Dirigida per Bill Meléndez.

Sèrie TV
- 1988: BBC's The Chronicles of Narnia: The Lion, the Witch, and the Wardrobe. Dirigida per Marylin Fox.
- 1989: BBC's The Chronicles of Narnia: Prince Caspian and The Voyage of the Dawn Treader. Dirigida per Alex Kirby.
- 1990: BBC's The Chronicles of Narnia: The Silver Chair. Dirigida per Alex Kirby.

Sèrie de llargmetratges cinema
- 2005: Les Cròniques de Nàrnia: El lleó, la bruixa i l'armari. Produïda per Walt Disney Pictures i Walden Media i dirigida per Andrew Adamson (el fillastre de C. S. Lewis, Douglas Gresham, en va ser coproductor).
- 2008: Les Cròniques de Nàrnia: El príncep Caspian. Després de l'èxit de la pel·lícula estrenada el 2005, Walt Disney Pictures i Walden Media van decidir realitzar-ne una altra, aquest cop basada en el Príncep Caspian. S'esperava la seva estrena pel Nadal de 2007, però va ser ajornada en dues ocasions fins a acabar sent estrenada el maig de 2008.
- 2010: Les Cròniques de Nàrnia: La travessia del Navegant de l'Alba. Produïda per Walden Media i 20th Century Fox i dirigida per Michael Apted.